# D’Hondt-módszer
A D’Hondt-módszer a pártlistás választási rendszerekben a mandátumok kiosztásának egyik módja. A legmagasabb átlagok módszerei közé sorolható. Nevét Victor d’Hondt belga matematikusról kapta. Valamivel kevésbé arányos, mint a Sainte-Laguë-módszer, mert kis mértékben a nagy pártoknak kedvez a széttagolt kis pártokkal szemben.
Ezt a módszert használja a magyar választási rendszer az országgyűlési választásokon az országos (kompenzációs) listás mandátumok kiosztásakor, és az Európai parlamenti választásokon is ezen módszer alapján osztják el a képviselő helyeket.
A módszer rendkívül egyszerű: egy lapra felírják az egyes pártok által kapott szavazatok számát, majd ezek alá külön sorokban a szavazatszámok felét, harmadát, negyedét stb. A legnagyobb osztó a megszerezhető mandátumok száma. Az így kapott D’Hondt-mátrixban megkeresik a legnagyobb számot, és amelyik pártnak az oszlopában az található, kap egy mandátumot. Ezután megkeresik a következő legnagyobbat, és ez addig ismétlődik, amíg az összes mandátumot ki nem osztották.

## Példa
10 mandátum elosztása 6 párt között összesen 100 000 érvényes szavazat alapján D’Hondt-módszerrel:
| I. Választási eredmény                              | I. Választási eredmény     | I. Választási eredmény     | I. Választási eredmény     | I. Választási eredmény     | I. Választási eredmény     | I. Választási eredmény     |
| Pártok                                              | Sárgák                     | Fehérek                    | Pirosak                    | Zöldek                     | Kékek                      | Barnák                     |
| --------------------------------------------------- | -------------------------- | -------------------------- | -------------------------- | -------------------------- | -------------------------- | -------------------------- |
| Szavazatok száma                                    | 47 000                     | 16 000                     | 15 900                     | 12 000                     | 6 000                      | 3 100                      |
| II. A D'Hondt-mátrix kiszámítása                    |                            |                            |                            |                            |                            |                            |
| Osztó                                               | Hányadosok                 | Hányadosok                 | Hányadosok                 | Hányadosok                 | Hányadosok                 | Hányadosok                 |
| 1                                                   | 47 000                     | 16 000                     | 15 900                     | 12 000                     | 6 000                      | 3 100                      |
| 2                                                   | 23 500                     | 8 000                      | 7 950                      | 6 000                      | 3 000                      | 1 550                      |
| 3                                                   | 15 667                     | 5 333                      | 5 300                      | 4 000                      | 2 000                      | 1 033                      |
| 4                                                   | 11 750                     | 4 000                      | 3 975                      | 3 000                      | 1 500                      | 775                        |
| 5                                                   | 9 400                      | 3 200                      | 3 180                      | 2 400                      | 1 200                      | 620                        |
| 6                                                   | 7 833                      | 2 667                      | 2 650                      | 2 000                      | 1 000                      | 517                        |
| 7                                                   | 6 714                      | 2 286                      | 2 271                      | 1 714                      | 857                        | 443                        |
| 8                                                   | 5 875                      | 2 000                      | 1 988                      | 1 500                      | 750                        | 388                        |
| 9                                                   | 5 222                      | 1 778                      | 1 767                      | 1 333                      | 667                        | 344                        |
| 10                                                  | 4 700                      | 1 600                      | 1 590                      | 1200                       | 600                        | 310                        |
| III. Sorbarendezés                                  |                            |                            |                            |                            |                            |                            |
| Mandátum sorszáma                                   | Figyelembe vett mátrixelem | Figyelembe vett mátrixelem | Figyelembe vett mátrixelem | Figyelembe vett mátrixelem | Figyelembe vett mátrixelem | Figyelembe vett mátrixelem |
| 1.                                                  | 47 000                     |                            |                            |                            |                            |                            |
| 2.                                                  | 23 500                     |                            |                            |                            |                            |                            |
| 3.                                                  |                            | 16 000                     |                            |                            |                            |                            |
| 4.                                                  |                            |                            | 15 900                     |                            |                            |                            |
| 5.                                                  | 15 667                     |                            |                            |                            |                            |                            |
| 6.                                                  |                            |                            |                            | 12 000                     |                            |                            |
| 7.                                                  | 11 750                     |                            |                            |                            |                            |                            |
| 8.                                                  | 9 400                      |                            |                            |                            |                            |                            |
| 9.                                                  |                            | 8 000                      |                            |                            |                            |                            |
| 10.                                                 |                            |                            | 7 950                      |                            |                            |                            |
| IV. Végeredmény                                     |                            |                            |                            |                            |                            |                            |
| Pártok                                              | Sárgák                     | Fehérek                    | Pirosak                    | Zöldek                     | Kékek                      | Barnák                     |
| Kapott mandátumok száma                             | 5                          | 2                          | 2                          | 1                          | 0                          | 0                          |
| V. Statisztika                                      |                            |                            |                            |                            |                            |                            |
| Szavazatok aránya                                   | 47%                        | 16%                        | 15,9%                      | 12%                        | 6%                         | 3,1%                       |
| Szavazatok aránya a mandátumhoz jutó pártokon belül | 51,7%                      | 17,6%                      | 17,5%                      | 13,3%                      | –                          | –                          |
| Mandátumok aránya                                   | 50%                        | 20%                        | 20%                        | 10%                        | –                          | –                          |